# 霍氏波魚
霍氏波魚（学名：Rasbora hobelmani）為輻鰭魚綱鯉形目鯉科的一個種，分布於亞洲緬甸東部、泰國北部，體長可達6公分，棲息在河川中層水域，以昆蟲為食。